# César Castellanos
César Castellanos Domínguez é um pastor neocarismático colombiano, fundador da Missão Carismática Internacional. Casado com Claudia Castellanos, pastora e senadora da Colômbia.Fundou o movimento conhecido como G12.
Influenciados por David (Paul) Yonggi Cho, abriram a sua igreja baseado no modelo de grupos familiares de Cho. Buscando um modelo mais eficaz para crescimento, em fevereiro de 1983, César recebeu, segundo suas próprias palavras, uma profecia de 45 minutos: "Sonha, porque os sonhos são a linguagem do meu Espírito. A Igreja que tu pastoreias será tão numerosa como as estrelas do céu ou como a areia do mar, que, de tanta gente, não se poderá contar". Foi desse sonho que nasceu a visão do governo dos 12, o G12.
Foi ao Brasil em 1999, para a convenção Avivamento Celular, levado por Valnice Milhomens, que faz parte da sua equipe de 12 no Brasil, para divulgar a Visão Celular para lideranças evangélicas de todo o país.

## Livros escritos
- Sua Mão Está Sobre Mim, editora Palavra de Fé, 2000, Brochura 135 paginas.
- Sonha e ganharás o mundo, editora Palavra de Fé, 1999, Brochura 172 paginas.
- Diante do seu trono, editora Palavra de Fé, 2000, Brochura 143 paginas.
- Liderança de sucesso através dos 12, editora Palavra de Fé, 2000, Brochura 398 paginas.
- Conhecendo a verdade, editora Palavra de Fé, 2000 Brochura 151 paginas.
- Arrependimento, porta de entrada para a bênção, editora Palavra de Fé, 2000, Brochura 149 paginas.